# Alveolarni tap
Alveolarni tap, dotačnik ili okrznik jest glas koji postoji u nekim jezicima, a u međunarodnoj fonetskoj abecedi za nj se rabi simbol [ɾ]. Dentalna inačica ovoga glasa označava se simbolom [ɾ̪].
Glas ne postoji u hrvatskome jeziku, ali po izgovoru je sličan glasu [r] sa samo jednim titrajem jezika.
Postoji u nekim narječjima engleskog, uključujući američki, kao alofon glasova /t/, /d/ ili oba između samoglasnika, u nekim se narječjima pojavljuje kao izgovor slova〈r〉kao u three (primjerice, škotskom). Pojavljuje se u turskom, danskom (alofonično), grčkom, narječjima arapskog, maorskom, poljskom (uz ostale načine izgovaranja) i drugim.
Karakteristike su:
- po načinu tvorbe jest dotačnik
- po mjestu tvorbe jest alveolarni ili dentalni suglasnik
- po zvučnosti jest zvučan.